# Kloster Heiligenrode
Das Kloster Heiligenrode war ein Kloster der Benediktinerinnen in Heiligenrode, heute einem Ortsteil der Gemeinde Stuhr im Landkreis Diepholz, Niedersachsen, zur Gründungszeit in der Grafschaft Hoya gelegen. Das Kloster wurde zunächst in einer einzigen Urkunde als Doppelkloster erwähnt, ist aber in allen späteren Erwähnungen ein reines Nonnenkloster. Die Klosterkirche St. Marien (Heiligenrode) besteht bis heute als evangelische Pfarrkirche.

## Gründung und Geschichte

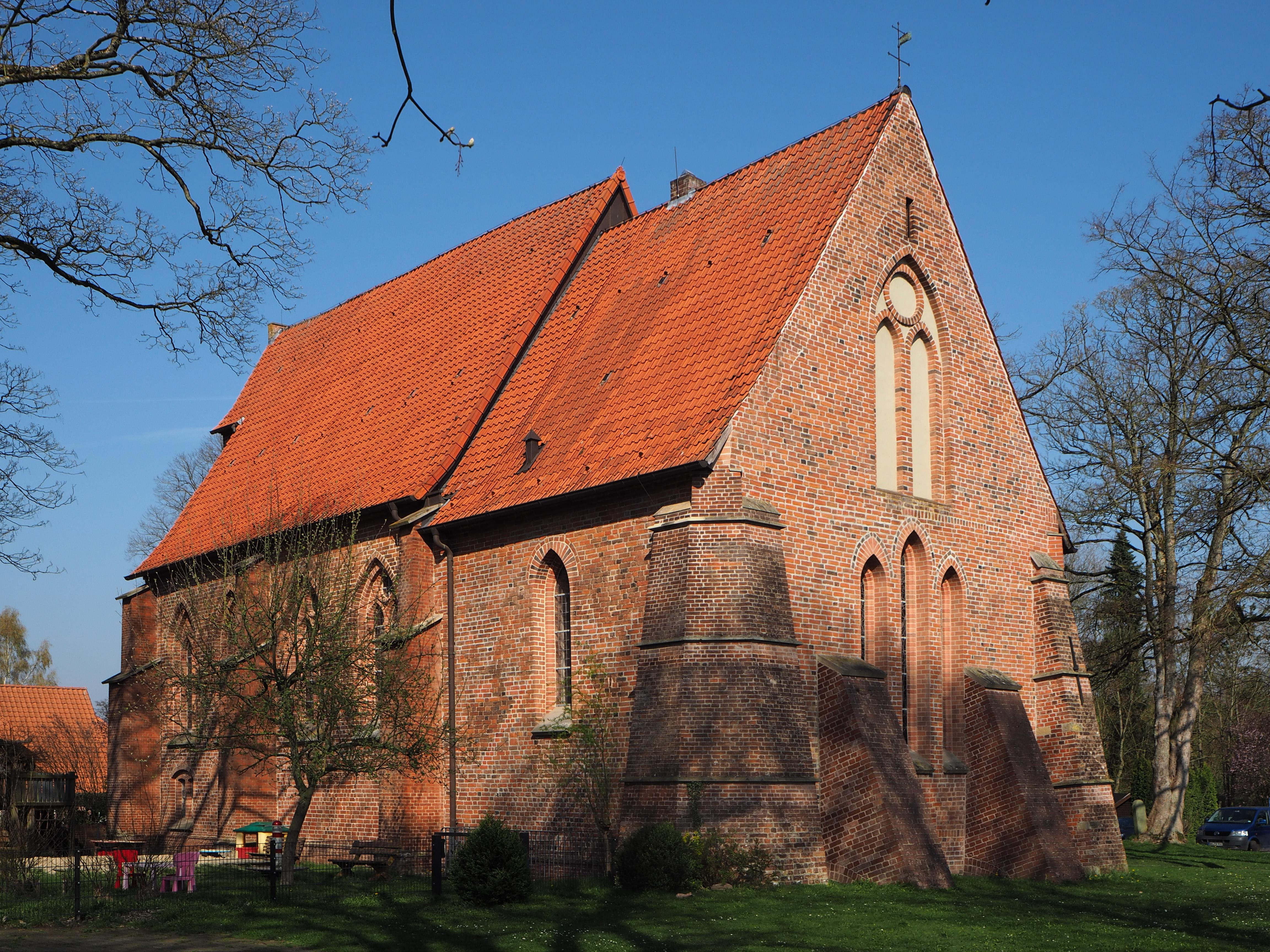
Die Klosterkirche von Südosten. Die außen liegenden Streben sind nachträglich angebaut.

Das Kloster wurde gestiftet etwa 1181 bis 1183 durch Friedrich von Mackenstedt, einem Ministerialen der Erzbischöfe von Bremen, auf Ländereien in bremischem Besitz, in der Nähe seines eigenen Sitzes, der vermutlich im heutigen Groß Mackenstedt gelegen war. Friedrich von Mackenstedt bemühte sich damals als Lokator, Siedler in der Region anzusiedeln, also die sumpfige und nur dünn besiedelte Landschaft urbar zu machen. Die Region des Klosters wurde „Neubruch“ genannt, war also vermutlich ein Bruch, also Sumpf- oder Moorland. Für seine Maßnahmen, einschließlich der Klostergründung, holte er die Erlaubnis des Bischofs Balduin I. von Bremen und des Herzogs Heinrich der Löwe ein. Friedrich besaß nach einer (verlorenen) Urkunde des Bischofs Siegfrieds, ausgestellt 1181 bis 1183, die erbliche Vogtei über das Kloster. Die erste (nicht erhaltene) Klosterkirche wurde 1189 geweiht. In einer dafür ausgestellten Urkunde des Bischofs Hartwig II., in der Friedrich alle Rechte und Besitzungen, wie von Bischof Siegfried zugesprochen, bestätigt wurden, wird das Kloster als Doppelkloster bezeichnet („claustrum famulorum famularumque dei“). Es ist gleichzeitig die erste urkundliche Erwähnung von „heilgenrodhe“. In allen späteren Urkunden, auch noch zu Lebzeiten Bischofs Hartwigs, ist nur noch von einem Nonnenkloster die Rede.
Die Leitung des Klosters lag in Händen eines Propstes und einer Priorin. Erster erwähnter Propst war Theoderich 1205, als erste Priorin ist erst 1288 Margarethe bekannt. Der Propst vertrat das Kloster auf den Landtagen der Grafschaft. Es war von allen Grundabgaben befreit und besaß die Niedere Gerichtsbarkeit in seinen Besitzungen. Die Konventualinnen entstammten dem niederen Adel der Region, teilweise auch der bremischen Patrizierschaft.
Schenkungen (Dotationen) von Rechten oder Landbesitz sind durch den örtlichen Landadel, die Erzbischöfe von Bremen, die Grafen von Hoya, die Grafen von (Oldenburg-)Bruchhausen und von Oldenburg bezeugt. Viele Dotationen waren vermutlich Teil der Mitgift der Nonnen. Nachdem die Oldenburger Grafen im Stedingerkrieg gesiegt hatten, machten sie aber dem Kloster seinen Besitz im Oldenburgischen streitig. Angeblich war das Kloster Ende des 13. Jahrhunderts so verarmt, dass die Nonnen um Almosen betteln mussten. Die Lage besserte sich unter Propst Ludolf (1288 erwähnt) durch Unterstützung von Bischof Giselbert von Brunkhorst. Über die strittige Vogtei der Güter zu Stuhr kam es zu einem Vergleich mit Graf Moritz von Oldenburg, der später nach langem Kampf selbst Erzbischof von Bremen wurde. Das 14. Jahrhundert gilt deshalb als Blütezeit des Klosters, das genug Mittel besaß, die heute noch bestehende Klosterkirche bauen zu lassen. Das Kloster erwarb durch Kauf weitere Ländereien, um seinen Besitz abzurunden. So wurde eine Hufe Landes dem Stift Bassum abgekauft, dass sich damals in wirtschaftlichen Schwierigkeiten befand. Mit dem Erstarken des Bürgertums sind seit dem 14. Jahrhundert auch bürgerliche Stiftungen, etwa für Altarweihen in der Klosterkirche, bekannt. Insgesamt begann aber ab Mitte des 15. Jahrhunderts ein Niedergang der wirtschaftlichen Situation. In einer Urkunde 1494 durch Bischof Heinrich stellt dieser fest, dass viele Güter im Laufe der Zeit veräußert, verschwendet und zum größten Teil verschleudert und vernichtet worden seien. Unter dem letzten Propst Eggert Segelking (ab 1457) soll sowohl die klösterliche Disziplin wie auch der Besitz weiter gelitten haben. Die Priorin Mechthilde Hilgen versuchte eine Verbesserung, indem sich das Kloster auf ihre Initiative der Bursfelder Kongregation anschloss. Der Propst legte daraufhin sein Amt nieder, schon 1487, zwei Jahre vor seinem Tod, war er nicht mehr im Amt. Mechthilde Hilgen wurde unter den neuen Rechten von den Nonnen 1496 zur Äbtissin gewählt. Die Nonnen des Klosters erhielten von Bischof Johann III. das Recht, bei einer Vakanz sich selbst eine neue Äbtissin zu wählen. Seit der Reform wurden auch Laienschwestern in den Konvent aufgenommen. Eine Verbesserung der wirtschaftlichen Lage bewirkten auch alte Leute, die dem Kloster ihr Vermögen vermachten und dafür als Pfründner (niederdeutsch Prövener) bis zu ihrem Tode in das Kloster aufgenommen wurden.

### Evangelisches Damenstift
Schon unter der zweiten Äbtissin Beke Zirenberg (ab 1524) wurde im Erzbistum Bremen die Reformation eingeführt. Diese wurde durch den Landesherrn Graf Jobst II. tatkräftig gefördert. Entgegen seinen Wünschen, und anders als die anderen Klöster und Stifte der Grafschaft, blieb das Kloster aber zunächst katholisch. Graf Jobst reagierte, in dem er die Abgabenfreiheit des Klosters aufhob, das nun an ihn die üblichen Grundabgaben entrichten musste. Auch die in anderen (protestantischen) Herrschaften gelegenen Besitzungen des Klosters wurden nun steuerpflichtig. Äbtissin Beke Zirenberg erlangte zwar 1540 einen Schutzbrief von Kaiser Karl V., der den katholisch gebliebenen welfischen Herzog Heinrich der Jüngere zum Schutzherrn über das Kloster bestimmte, dies führte aber nicht zu einem Ende der Streitigkeiten. Unter den Äbtissinnen Wommele Wachmann (1549–1554) und Margarete Bokemann (1554 bis 1560) blieb das Kloster katholisch, aber unter ständigem Streit und wirtschaftlichem Niedergang. Nach dem Tod der letzten Äbtissin wurde Heiligenrode schließlich ebenfalls protestantisch.
Das frühere Benediktinerinnenkloster wurde aber nicht aufgehoben, sondern in ein freiweltliches evangelisches Damenstift umgewandelt. Erste evangelische Äbtissin (in den Urkunden oft domina genannt) wurde 1570 Hille Zirenberg, vorher Priorin im Kloster. Allerdings waren damit die Schwierigkeiten nicht ausgeräumt. 1592 resignierte die Äbtissin Dorothea von Horn wegen immenser Schulden und Streit der Konventsmitglieder untereinander, sie bat Herzogin Hedwig, eine Nachfolgerin vorzuschlagen, da aus den besser gestellten Klöstern der Region niemand in das arme Heiligenrode zu wechseln bereit sei. Nach einigem Hin und Her wurde Katharina Nagel aus dem Stift Bassum 1602 als Äbtissin eingesetzt. Trotz vieler Versuche schlug aber die Sanierung der Klosterfinanzen fehl, die Schulden häuften sich. 1620 zog Herzog Friedrich Ulrich die Konsequenzen und zog alle Klostergüter zum Ausgleich der Schulden ein. Die Stiftsdamen erhielten ein festes Einkommen. Nach dem Tod der Äbtissen (domina) Margarethe Drewes 1634 wurde das Amt nicht mehr besetzt. Als Äbtissin galt nun die jeweilige Landesfürstin, nur als ihre Vertreterin wurde vor Ort eine Vicedomina mit der Verwaltung des Stifts betraut.
Im Dreißigjährigen Krieg wurde das Kloster schwer getroffen. Mehrfach wurden fremde Truppen einquartiert, Kirche und Klostergebäude schwer beschädigt, teilweise zerstört. 1634 wurden weitere Güter verkauft, um die Schäden auszubessern. 1642 waren erneut Schäden zu reparieren.
Das Kloster war trotz der schlechten wirtschaftlichen Lage immer noch eines der größten im Herzogtum. Für 1603 sind neun Konventualinnen und 13 Konversen bezeugt. Herzog Wilhelm zu Harburg begrenzte 1637 die Zahl der Konventualinnen auf vier. Dies wurde allerdings später durch Aufnahme „extraordinärer“ Konventualinnen umgangen. 1774 werden genannt: Eine Vicedomina, vier ordentliche Konventualinnen (drei adlig, eine bürgerlich), fünf außerordentliche Konventualinnen (drei adlig, zwei bürgerlich). Seit 1642 gab es allerdings keine Laienschwestern mehr.
Verwaltungsmäßig bildete das Kloster und seine Besitzungen ca. 1700 bis 1822 ein eigenes Klosteramt innerhalb des Amtes Syke. Es besaß immer noch die bürgerliche Gerichtsbarkeit über die „Diener auf dem Klosterhofe und in dessen Bezirk“. Der letzte Amtmann, Friedrich von Spilker, starb 1801. Danach wurde nur noch ein Verwalter eingesetzt. 1802 ließ diese den Bau mit den Wohnungen der Konventualinnen abreißen. Die Konventualinnen lebten nun auswärts, jede für sich, die Zugehörigkeit zum Stift wurde eine reine Präbende, die ihnen Einkünfte verschaffte. Aufgrund von Misswirtschaft wurde der Verwalter 1816 abgesetzt. Das Klostergut, nun eine von einem Pächter bewirtschaftete staatliche Domäne wurde aufgelöst, die verbliebenen Klostergebäude weitgehend abgerissen. 1822 wurde das Amt Heiligenrode aufgelöst und in das Amt Syke eingegliedert. Die letzte Vicedomina starb 1878, damit wurde der Titel abgeschafft. Neue Konventualinnen wurden noch bis 1943 aufgenommen. 1946 gab es noch sechs Konventualinnen. Deren Präbenden zahlte nun die Klosterkammer Hannover aus. Mit dem Tode der letzten Konventualin 1965 (in Hameln) war das Stift endgültig Geschichte.

## Besitz
Das Kloster verfügte über reichen Grundbesitz in der Region, insbesondere im Neusiedelland um Heiligenrode selbst. Die hier wirtschaftenden Bauern mussten, bis zur Ablösung der Feudallasten in der Neuzeit, dem Kloster Abgaben leisten. Um 1630 ging die Verwaltung der Klostergüter an die Staatliche Domänenkammer in Hannover, später die Klosterkammer Hannover, über. Im 18. Jahrhundert besaß das Stift noch zwei Vorwerke in Heiligenrode und Brokhuchting, eine Mühle (die noch bestehende Klostermühle Heiligenrode), verschiedene Zehnte, 82 Bauernhöfe (Meier und Kötner), das Kirchseelter Holz als Klosterwald, verschiedene Jagd- und Fischerei-Gerechtsame in der Region. Es war Patronatsherr der Pfarrkirche St.Martin in Mackenstedt (heute zerstört). Allein die Domäne Heiligenrode hatte 1790 einen Grundbesitz von 850 Hektar und erhielt Zehnte und Gefälle von weiteren 3500 Hektar privat bewirtschaftetem Bauernland. Bei der Auflösung des Vorwerks Heiligenrode wurde das Land auf zehn Neubauern aufgeteilt.

## Bauten

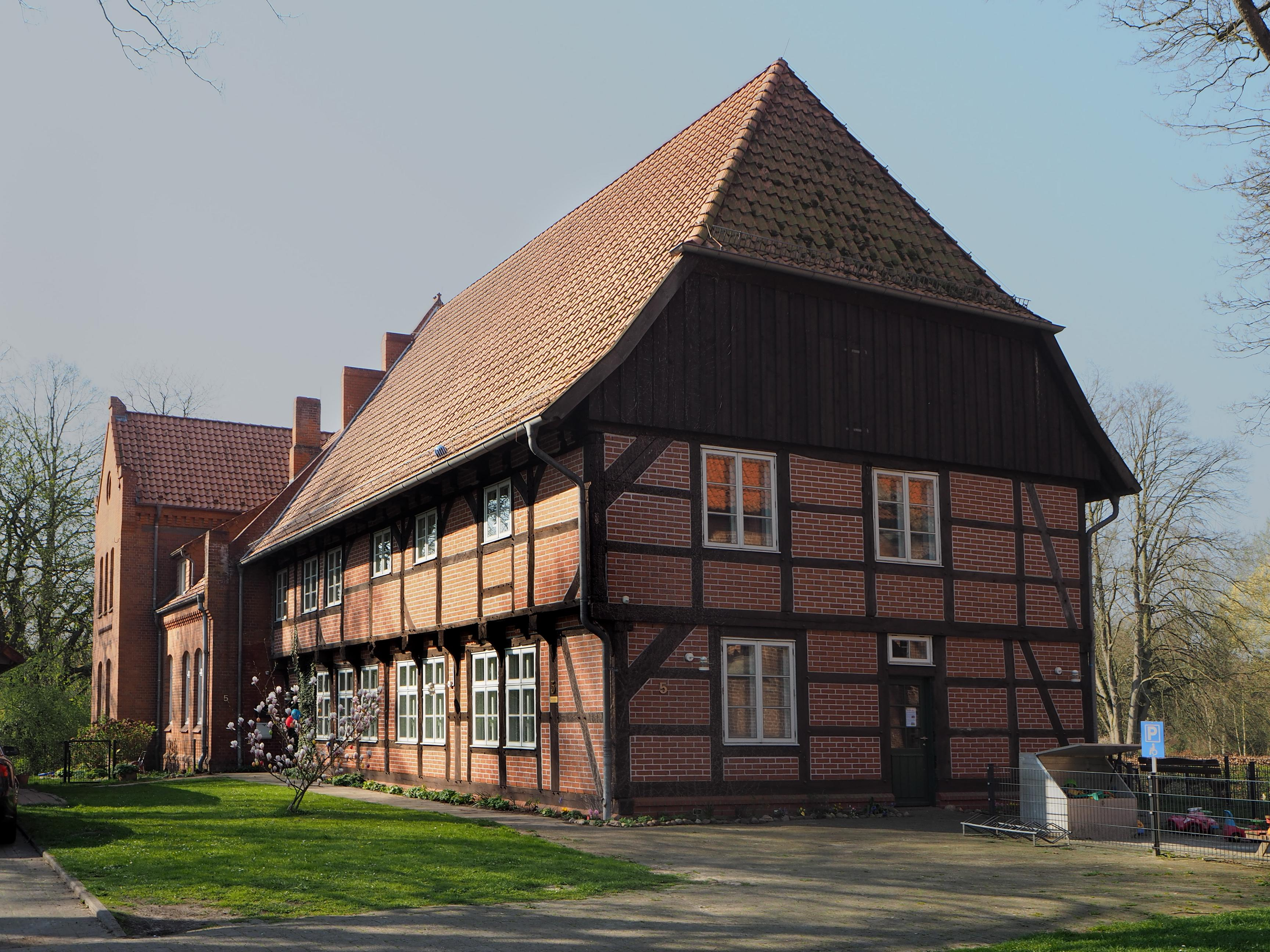
Das Pfarrhaus

Die erhaltene Klosterkirche St. Marien ist heute die evangelische Pfarrkirche. Der heutige Bau, ein einschiffiger gotischer Backsteinbau von knapp 22 Meter Länge, wurde um 1300 erbaut. Unter dem Hochaltar befand sich die Gruft der Äbtissinnen, zu ihr führte eine Treppe in der nordöstlichen Ecke hinab. Bei Fundamentierungsarbeiten im Jahr 1853 fand man vier Grabkammern, die mit Steinplatten abgedeckt waren. Im Westwerk befand sich ursprünglich der Nonnenchor, er wurde 1805 abgebrochen, um eine neue Empore einziehen zu können. Das Innere wurde 1853 durchgreifend erneuert. Die Baulast für die Kirche ging 1955 auf die Landeskirche bzw. die örtliche Gemeinde über.
Nur urkundlich erwähnt sind ein Dormitorium und ein „steinernes Haus“. Auf einen ehemals vorhandenen Kreuzgang gibt es keine Hinweise. 1583 waren als Hauptbauten (neben den getrennten Ökonomiegebäuden) vorhanden: Ein Kapitelhaus, ein Schlafhaus für die Konventualinnen, in dem sich im Erdgeschoss auch das Refektorium befand. Der Bau schloss sich an die Westwand der Klosterkirche an, heute sind hier noch der alte Dachansatz und ein vermauerter Zugang sichtbar. Ein Schlafhaus für die Konversen war ebenfalls aus Stein gemauert, die weiteren Nebengebäude waren aus Holz und strohgedeckt. Dazu gehörten etwa ein Torhaus, ein Pförtnerhaus, ein Küchenbau, das Pfarrhaus, Ställe und Schuppen. Bei einer Aufnahme durch den Landesherrn 1592 wurde die meisten Gebäude als baufällig eingeschätzt. Nach den Zerstörungen des Dreißigjährigen Krieges wurden viele Gebäude in Fachwerkbauweise erneuert. Keiner der Klosterbauten, mit Ausnahme der Kirche, ist erhalten. Der letzte größere Bau, das im Winkel gebaute erneuerte Schlafhaus der Konventualinnen, wurde nach 1800 abgebrochen. Erhalten geblieben ist aber das 1799 errichtete Pfarrhaus.
Der gesamte Klosterbezirk war von Wasser umgeben. Neben dem Klosterbach und dem Mühlengraben waren weitere Wassergräben (Gräften) angelegt. Teilweise wurden sie als Fischteich genutzt.